# وینیسیوس گالوائو لیل
وینیسیوس گالوائو لیل (به پرتغالی: Vinicius Galvão Leal) مهاجم اهل برزیل است که در شهر پورتو الگره و در تاریخ ۱۲ اوت ۱۹۸۹ به دنیا آمده‌است.
وینیسیوس گالوائو لیل در تیم‌های فوتبال باشگاه فوتبال دبرسنی سابقهٔ حضور دارد.